# 神とよばれた吸血鬼
『神とよばれた吸血鬼』（かみとよばれたきゅうけつき）は、桜井海による日本の漫画作品。スクウェア・エニックスのウェブコミック配信サイト『ガンガンONLINE』にて、毎月第2週更新で2014年10月9日更新分から2017年2月23日更新分まで連載された。また、2015年11月19日から2016年1月20日までの期間限定で配信された『ガンガンONLINE』アプリ限定のWebマガジン『ガンガンONLINEミニ』に描き下ろしの漫画が掲載された。
本作は、土地神となった吸血鬼が、人間や妖怪のために願いをかなえる様子を描いた漫画であり、全体的に和風のテイストを漂わせている。

## あらすじ
ある出来事を境に、先代の月形（つきがた）から土地神を受け継ぎ、土地神として生きる吸血鬼ヴラド。狛犬の阿月（あづき）をはじめ、三神と呼ばれる土地神の夜日古（やひこ）、白蓮（はくれん）、和多津（わたつ）。黒鳥（くろとり）や狛犬の吽月（うんげつ）たち。そして、人間や妖怪たちと関わり合い、時には寄り添い、時には戦い、共に過ごしながら土地神として人間や妖怪、さらには神の願いを叶えようと奔走する、心優しき吸血鬼のお話。

## 登場人物
ヴラド
100年前に異国の地から日本に移り住んだ吸血鬼で、現在は土地神としても動いている。心優しい人物だが、月形と出会うまでは凶暴な人物だった。
月形（つきがた）
ヴラドが奉られている神社の先代の神。故人。
阿月（あづき）
ヴラドの部下である狛犬で、かつては月形の部下だった。片割れである吽月は、月形の死後ヴラドから逃げた一方、阿月は主の愛した神社を見捨てることができずヴラドと契約を結んだという経緯を持つ。
夜日古（やひこ）
三神と呼ばれる土地神の一柱。助平で女好きゆえ女性問題が絶えず、よくヴラドに解決を依頼する。黒鳥がヴラドの記憶を奪った際は、事態解決に向けて奔走した。
スグル
夜日古の神使。夜日古に対する忠誠心が強く、献身的に接する。普段は顔の中央に一つ目を配した仮面をつけているが、仮面をとると美しい少年の顔が現れる。
白蓮（はくれん）
三神と呼ばれる土地神の一柱。冷静に問題を処理する一方、夜日古の不幸を喜ぶ一面を持つ。
黒鳥（くろとり）
ある目的のために、月形と出会った後のヴラドの記憶を奪った神。
吽月（うんげつ）
かつては月形の部下だった狛犬で、阿月の片割れ。月形の死後ヴラドから逃げ、弱っていたところを黒鳥と出会い、契約を結んだ。
和多津（わたつ）
三神と呼ばれる土地神の一柱。実力は三神と呼ぶに相応しいらしいが、神々の集会や夜祭に顔を出さないため謎の多い神。

## 書誌情報
- 桜井海 『神とよばれた吸血鬼』〈ガンガンコミックス〉、全6巻
  1. 2015年5月22日発売[4]、ISBN 978-4-7575-4645-5
  2. 2015年11月21日発売[5]、ISBN 978-4-7575-4801-5
  3. 2016年4月22日発売[6]、ISBN 978-4-7575-4952-4
  4. 2016年9月21日発売[7]、ISBN 978-4-7575-5100-8
  5. 2017年4月22日発売[8]、ISBN 978-4-7575-5318-7
  6. 2017年4月22日発売[9]、ISBN 978-4-7575-5319-4

## 反響
本作の連載終了後に桜井がTwitterで連載した漫画『おじさまと猫』が多くの人に好評を得たことにより、桜井に興味を持つ者が急増した。その結果、本作の単行本が売り切れる事態が相次ぎ、2017年11月10日には本作の全巻分の重版が実施された。